# Palmar de Cuautla
Palmar de Cuautla, es una localidad del municipio de Santiago Ixcuintla, Nayarit. (México). Es una de las playas vírgenes más bonitas del estado de nayarit, en el lugar se encuentran los famosos centros botaneros a la orilla de la playa.
Tiene una población de 1,410 habitantes, según el censo de 2000.
Su localización geográfica es: 22º13'10" N y 105º38'50" W; con una altitud de apenas 5 m s. n. m..
Su población se dedíca mayoritariamente a la pesca de mero, camarón, róbalo y constantino; y a la captura de camarón de estero, ostión de piedra y ostión de placer.
Se trata de un poblado muy tranquilo, su población es hospitalaria
En este lugar se encuentra una de las playas más largas de México.
Hay un centro de venta de larva de camarón, existe un centro de salud, escuela primaria, jardín de niños, telesecundaria, bachillerato, comisariado ejidal y delegación municipal.
Dista de la cabecera municipal de Santiago Ixcuintla, unos 155 km y de la capital Tepic, unos 215 km.